# Adrian Șut
Adrian Șut (Cociuba Mare, 30 aprile 1999) è un calciatore rumeno, centrocampista dell'FCSB e della nazionale rumena.

## Caratteristiche tecniche
È un centrocampista centrale.

## Carriera

### Club
Cresciuto nel settore giovanile del Târgu Mureș, ha esordito in prima squadra il 2 maggio 2016 disputando l'incontro di Liga I perso 6-1 contro il Viitorul Costanza.

### Nazionale
Il 22 marzo 2024 debutta in nazionale maggiore nell'amichevole pareggiata contro l'Irlanda del Nord.

## Statistiche
Statistiche aggiornate al 2 luglio 2025.

### Presenze e reti nei club
| Stagione                 | Squadra                  | Campionato               | Campionato | Campionato | Coppe nazionali | Coppe nazionali | Coppe nazionali | Coppe continentali | Coppe continentali | Coppe continentali | Altre coppe | Altre coppe | Altre coppe | Totale | Totale | Totale |
| Stagione                 | Squadra                  | Comp                     | Pres       | Reti       | Comp            | Pres            | Reti            | Comp               | Pres               | Reti               | Comp        | Pres        | Reti        | Pres   | Reti   |        |
| ------------------------ | ------------------------ | ------------------------ | ---------- | ---------- | --------------- | --------------- | --------------- | ------------------ | ------------------ | ------------------ | ----------- | ----------- | ----------- | ------ | ------ | ------ |
| 2015-2016                | Târgu Mureș              | L1                       | 2          | 0          | CR+CdL          | 0               | 0               |                    | -                  | -                  |             | -           | -           | 2      | 0      |        |
| 2017-2018                | Pandurii                 | L2                       | 29         | 3          | CR              | 0               | 0               |                    | -                  | -                  |             | -           | -           | 29     | 3      |        |
| 2018-2019                | Acad. Clinceni           | L2                       | 33         | 5          | CR              | 1               | 0               |                    | -                  | -                  |             | -           | -           | 34     | 5      |        |
| 2019-2020                | Acad. Clinceni           | L1                       | 30         | 6          | CR              | 3               | 0               |                    | -                  | -                  |             | -           | -           | 33     | 6      |        |
| Totale Academia Clinceni | Totale Academia Clinceni | Totale Academia Clinceni | 63         | 11         |                 | 4               | 0               |                    | -                  | -                  |             | -           | -           | 67     | 11     |        |
| 2020-2021                | FCSB                     | L1                       | 24         | 0          | CR              | 1               | 0               | UEL                | 1                  | 0                  | SR          | 1           | 0           | 27     | 0      |        |
| 2021-2022                | FCSB                     | L1                       | 25         | 3          | CR              | 1               | 0               |                    | -                  | -                  |             | -           | -           | 26     | 3      |        |
| 2022-2023                | FCSB                     | L1                       | 32         | 5          | CR              | 1               | 0               | UECL               | 4                  | 0                  |             | -           | -           | 37     | 5      |        |
| 2023-2024                | FCSB                     | L1                       | 36         | 3          | CR              | 3               | 0               | UECL               | 4                  | 0                  |             | -           | -           | 43     | 3      |        |
| 2024-2025                | FCSB                     | L1                       | 30         | 1          | CR              | 2               | 0               | UCL+UEL            | 6+13               | 0+2                | SR          | 0           | 0           | 51     | 3      |        |
| 2025-2026                | FCSB                     | L1                       | -          | -          | CR              | -               | -               | UCL+UEL            | 4+0                | 0                  | SR          | 1           | 0           | 5      | 0      |        |
| Totale FCSB              | Totale FCSB              | Totale FCSB              | 147        | 12         |                 | 8               | 0               |                    | 32                 | 2                  |             | 2           | 0           | 189    | 14     |        |
| Totale carriera          | Totale carriera          | Totale carriera          | 241        | 26         |                 | 12              | 0               |                    | 32                 | 2                  |             | 2           | 0           | 287    | 28     |        |

### Cronologia presenze e reti in nazionale
| Cronologia completa delle presenze e delle reti in nazionale ― Romania | Cronologia completa delle presenze e delle reti in nazionale ― Romania | Cronologia completa delle presenze e delle reti in nazionale ― Romania | Cronologia completa delle presenze e delle reti in nazionale ― Romania | Cronologia completa delle presenze e delle reti in nazionale ― Romania | Cronologia completa delle presenze e delle reti in nazionale ― Romania | Cronologia completa delle presenze e delle reti in nazionale ― Romania | Cronologia completa delle presenze e delle reti in nazionale ― Romania |
| Data                                                                   | Città                                                                  | In casa                                                                | Risultato                                                              | Ospiti                                                                 | Competizione                                                           | Reti                                                                   | Note                                                                   |
| ---------------------------------------------------------------------- | ---------------------------------------------------------------------- | ---------------------------------------------------------------------- | ---------------------------------------------------------------------- | ---------------------------------------------------------------------- | ---------------------------------------------------------------------- | ---------------------------------------------------------------------- | ---------------------------------------------------------------------- |
| 22-03-2024                                                             | Bucarest                                                               | Romania                                                                | 1 – 1                                                                  | Irlanda del Nord                                                       | Amichevole                                                             | -                                                                      | 75’                                                                    |
| 07-06-2024                                                             | Bucarest                                                               | Romania                                                                | 0 – 0                                                                  | Liechtenstein                                                          | Amichevole                                                             | -                                                                      | 57’                                                                    |
| 15-11-2024                                                             | Bucarest                                                               | Romania                                                                | 3 – 0                                                                  | Kosovo                                                                 | UEFA Nations League 2024-2025 - 1º turno                               | -                                                                      | 77’                                                                    |
| 18-11-2024                                                             | Bucarest                                                               | Romania                                                                | 4 – 1                                                                  | Cipro                                                                  | UEFA Nations League 2024-2025 - 1º turno                               | -                                                                      | 55’                                                                    |
| 21-03-2025                                                             | Bucarest                                                               | Romania                                                                | 0 – 1                                                                  | Bosnia ed Erzegovina                                                   | Qual. Mondiali 2026                                                    | -                                                                      | 69’ 81’                                                                |
| 07-06-2025                                                             | Vienna                                                                 | Austria                                                                | 2 – 1                                                                  | Romania                                                                | Qual. Mondiali 2026                                                    | -                                                                      | 61’                                                                    |
| 10-06-2025                                                             | Bucarest                                                               | Romania                                                                | 2 – 0                                                                  | Cipro                                                                  | Qual. Mondiali 2026                                                    | -                                                                      |                                                                        |
| Totale                                                                 |                                                                        | Presenze                                                               | 7                                                                      |                                                                        | Reti                                                                   | 0                                                                      |                                                                        |

## Palmarès

### Club

#### Competizioni nazionali
- Campionato rumeno: 2

FCSB: 2023-2024, 2024-2025
- Supercoppa di Romania: 2

FCSB: 2024, 2025